# Euloxilobus hilli
Euloxilobus hilli är en insektsart som beskrevs av Sjöstedt 1936. Euloxilobus hilli ingår i släktet Euloxilobus och familjen torngräshoppor. Inga underarter finns listade i Catalogue of Life.